# Биба, Василий Тимофеевич
Василий Тимофеевич Биба (7 января 1948 — 23 мая 2007) — украинский политик, Народный депутат Украины.

## Биография
Родился 7 января 1948 года в селе Выползов Козелецкого района Черниговской области. В 1970—1974 годах — мастер, в 1975—1977 годах — прораб, в 1977—1985 годах — старший прораб ремонтно-строительного управления при Управлении бытового обслуживания населения Киевского исполкома. С 1985 года — старший прораб ремонтно-строительного управления № 1 треста «Киевжилремстроймонтаж». В 1987 году окончил Киевский инженерно-строительный институт по специальности инженер-геодезист. В 1987—1991 годах — начальник ремонтно-строительного управления, руководитель треста «Киевбытремстрой». В 1991—2006 годах — генеральный директор ООО «Производственное предприятие Бытремстройматериалы».
Народный депутат Украины 5-го созыва с конца мая 2006 года. Был избран от Партии регионов. В Верховной Раде занимал должности: руководителя группы по межпарламентским связям с Республикой Хорватия; члена группы по межпарламентским связям с Российской Федерацией; члена группы по межпарламентским связям с Королевством Нидерланды; Члена группы по межпарламентским связям с Республикой Индия; члена группы по межпарламентским связям с Республикой Куба; члена группы по межпарламентским связям с Австралией; члена группы по межпарламентским связям с Китайской Народной Республикой.
Жил в Киеве. Умер 23 мая 2007. Похоронен в Киеве на Байковом кладбище.